# Собор Святого Урбана
Собор Святого Урбана (нем. Propsteikirche St. Urbanus) — главный католический храм города Гельзенкирхен (Германия). Был построен в 1890 году по проекту Бернхарда Гертеля, а 10 октября 1893 года освящён епископом Мюнстера Германом Дингельстадом.

## История
История создания церкви уходит в глубь веков. Известно, что до строительства на месте нынешнего собора Святого Урбана несколько столетий находился другой, с таким же названием. Первое упоминание церкви было в 1019 году. По инициативе пастора Альберта Нимана старая приходская церковь была снесена в 1890 году, после чего был построен новый неоготический собор. В 1920-х годах церковь была отремонтирована и заново оформлена, в 1936 году хоровая зона была увеличена и переработана. Во время Второй мировой войны церковь серьёзно пострадала и была перестроена в 1946—1949 годах. В 1963—1964 годах была проведена реконструкция интерьера в соответствии с новыми литургическими требованиями. Собор Святого Урбана является главным храмом и одной из самых старинных построек в Гельзенкирхене. В церкви проходят главные городские богослужения, также католическая постройка пользуется спросом у туристов из-за своего архитектурного стиля. Собор Святого Урбана входит в число крупнейших немецких епархий с более чем 40 000 католиками.